# Ezosciadium
Ezosciadium là chi thực vật có hoa trong họ Apiaceae.